# Wilhelm Hülsemann (Politiker, 1812)

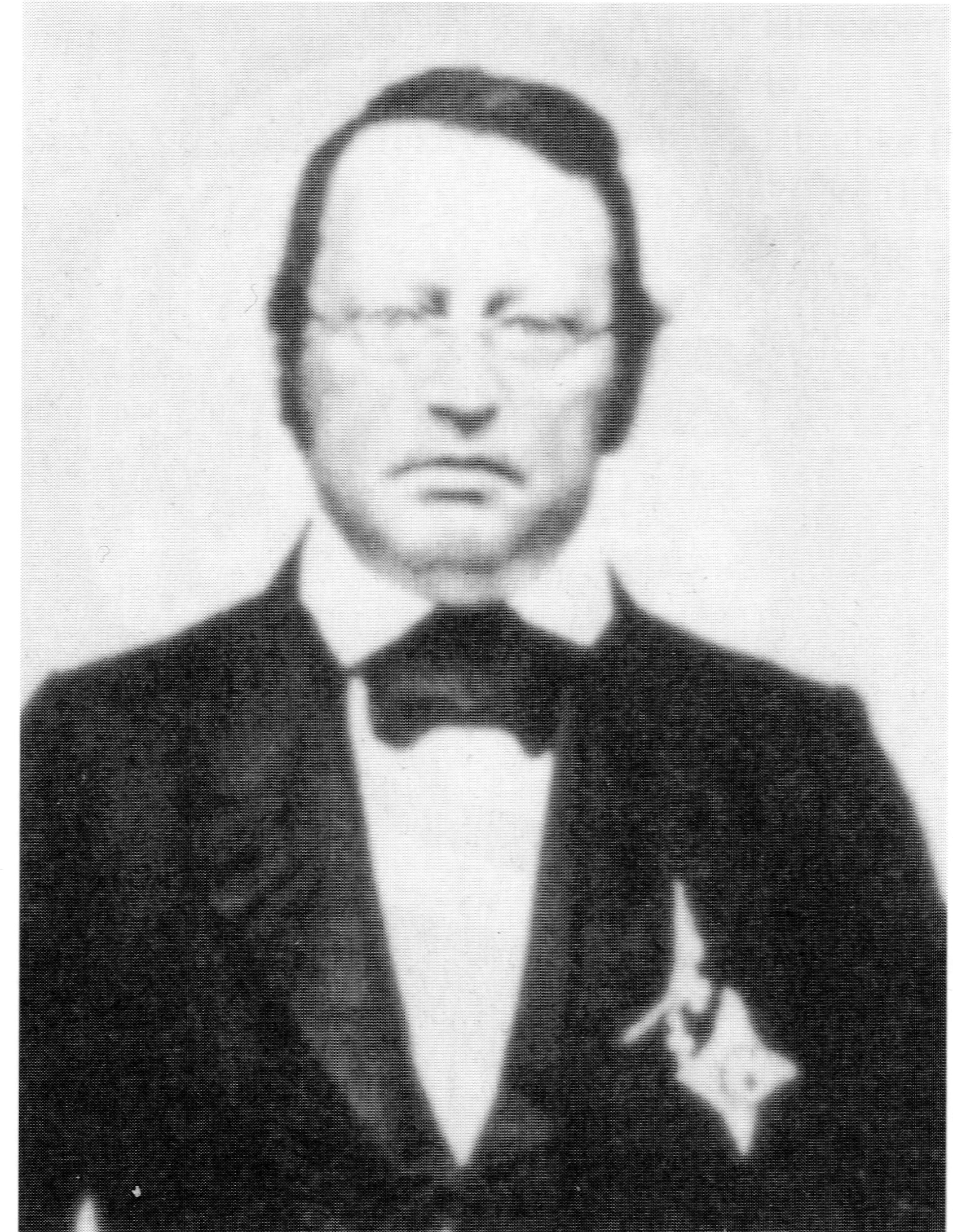
Wilhelm Hülsemann (1812 bis 1862)

Wilhelm Friedrich August Hülsemann (* 27. Februar 1812 in Arnstadt; † 18. August 1862 in Sondershausen) war ein Jurist und Politiker im Fürstentum Schwarzburg-Sondershausen.

## Leben

### Familie
Wilhelms Vater war der spätere Hofrat Johann Heinrich Christian Hülsemann (1783–1854), ein Nachkomme (in 5. Generation) des lutherischen Theologen Johann Hülsemann (1602–1661). Wilhelms Mutter war Friederike Christiane Auguste geb. Ebart (1791–1825), Tochter des Hofmedikus Friedrich Christian Wilhelm Ebart (1761–1806) in Sondershausen und seiner ersten Ehefrau Katharina Jacobina geb. Proband (1765–1798). Wilhelms jüngster Bruder Julius wurde Oberbürgermeister von Arnstadt (1872–1888); der Politiker Wilhelm Hülsemann (* 1853) in Sigmaringen war ein Sohn von Julius. Wilhelms Schwester Karoline (1819–1878), genannt Lina, heiratete den späteren Landrat Bernhard Maempel (1816–1870), Sohn ihrer Tante Charlotte.
Im August 1837 verlobte er sich mit Mathilde Magdalene Charlotte Rosette Margarethe Maempel (* 19. Oktober 1820 in der Triglismühle in Siegelbach, † 11. Mai 1898 in Sondershausen), Tochter des Mühlenpächters in Siegelbach, später in Arnstadt, Christian Jakob Maempel (1786–1826) und seiner Ehefrau Johanne Wilhelmine geb. Gutmann (1787–1874); Heirat am 28. Oktober 1838. Das Paar hatte vier überlebende Kinder:
- Amalie Wilhelmine Emilie (* 28. September 1839 in Arnstadt,[5] † 27. Juli 1917 in Obermittlau), heiratete 1865 Alfred Kleemann (* 14. Mai 1837 in Ebeleben, † 30. April 1908 in Wolfhagen), Sohn des Amtsrats Wilhelm Kleemann (1795–1881) auf der Domäne Ebeleben. Das junge Paar war Domänenpächter in Witzleben und ab 1876 in Elmarshausen.[6]
- Friederike Louise Emilie Anna (* 24. Februar 1844 in Arnstadt,[7] † 29. März 1913 in Naumburg[8]), heiratete 1870 den späteren Oberlandesgerichtsrat Friedrich Albert Krieger (* 16. Juli 1841 in Arnstadt).[9] Seine Mutter Agnes Krieger geb. Maempel (1818–1889, Schwester von Bernhard Maempel) war eine Cousine von Annas Mutter Mathilde sowie eine Cousine von Annas Vater Wilhelm.
- Auguste Marie (* 1. Mai 1847[10], † 13. Juni 1926[11]).
- Adolphine Karoline Emilie Friederike Mathilde (* 17. November 1853[12], † 17. Dezember 1934[13]), Malerin.

### Berufsgang
Nach dem Abitur 1830 in Arnstadt studierte Wilhelm Rechtswissenschaft, zunächst in Leipzig und ab Herbst 1831 in Jena. Er wurde 1830 Mitglied der „Leipziger Burschenschaft“ und 1831 der „Jenaischen Burschenschaft“. Seine Mitgliedschaft in der Leipziger Burschenschaft wurde von der Obrigkeit im Schwarzen Buch der Bundeszentralbehörde unter Nr. 758 festgehalten; 1836/37 fand eine entsprechende Untersuchung statt.
Im November 1833 wurde er Regierungsadvokat und wenig später Gerichtshalter in Plaue. Im Mai 1838 übernahm er zusätzlich die Aufgaben eines Kammerprokurators und Fiskals, die zuvor sein Vater hatte. Ab Mai 1840 war er als Kammerassessor in der Fürstlichen Kammerverwaltung in Arnstadt tätig, die von seinem Vater geleitet wurde; dabei behielt er die Funktionen des Kammerkonsulenten und des Gerichtshalters in Plaue. Im Juni 1846 erhielt der neu eingestellte Kammerpräsident und Chef des Geheimerats-Kollegiums Albert von Holleuffer die Genehmigung, für die Mitarbeit in einer Kommission zur Ausarbeitung von weitreichenden Reformvorhaben Wilhelm Hülsemann hinzuzuziehen. Im Oktober 1848 wurde er zum Regierungsassessor befördert.
Vom 10. Dezember 1848 bis zum 22. Januar 1849 erarbeitete eine Kommission unter Hülsemann einen Verfassungsentwurf für das Fürstentum. Auch wenn Hülsemann konservative Positionen vertrat, entstand eine Verfassung, die den liberalen Vorstellungen der Zeit entsprach. Im März 1850 wurde er stimmführendes Mitglied des Geheimerats-Kollegiums; ab 1. Juli 1850 bis zu seinem Lebensende war er Vorstand der Abteilung für die Finanzen in dem neugeschaffenen Ministerium.
Ende 1855 wurde Hülsemann Regierungskommissar für die Thüringische Bank in Sondershausen. Spätestens ab 1858 war er im Vorstand des Vereins zur Beförderung der Landwirtschaft in Sondershausen.
Von 1857 bis 1859 war er Abgeordneter für die Höchstbesteuerten der Oberherrschaft im Landtag des Fürstentums.

### Ehrungen
Hülsemann wurde 1854 Staatsrat, 1862 Geheimer Staatsrat.
Im Juni 1855 erhielt er den Roten Adlerorden III. Klasse.
Er erhielt das Schwarzburgische Ehrenkreuz II. Klasse bei der ersten Verleihung des neu gestifteten Ehrenzeichens am 7. August 1857.
Im September 1858 erhielt er das Komturkreuz I. Klasse des Königl. Sächsischen Albrechts-Ordens.

## Nachweise
1. ↑  Todesanzeige in Der Deutsche. Sondershäuser Zeitung vom 19. August 1862, S. 784; Beisetzungsbericht, Dankesanzeige und Kirchenamtsangabe am 23. August, S. 793f. und 800.
2. ↑  Todesanzeige und Sterberegister in Der Deutsche. Zeitung für Thüringen und den Harz 1898 Nr. 109 und 132.
3. ↑  Todes- und Geburtsangabe in Arnstädtisches Regierungs- und Intelligenz-Blatt vom 13. Mai 1826, S. 90.
4. ↑  Verlobungsanzeige und Kirchenamtsangabe in Privilegirtes Arnstädtisches Regierungs- und Intelligenz-Blatt vom 19. August 1837, S. 151, und vom 29. Dezember 1838, S. 256.
5. ↑  Geburtsangabe in Privilegirtes Arnstädtisches Regierungs- und Intelligenz-Blatt vom 28. Dezember 1839, S. 228.
6. ↑  Verlobungsanzeige und Heiratsangabe in Der Deutsche. Sondershäuser Zeitung vom 29. September 1863, S. 930 bzw. vom 15. Juli 1865, S. 660.
7. ↑  Geburtsangabe in Privilegirtes Arnstädtisches Regierungs- und Intelligenz-Blatt vom 10. August 1844, S. 281.
8. ↑  Todesanzeige in Der Deutsche. Zeitung für Thüringen und den Harz 1913 Nr. 74.
9. ↑  Verlobungsanzeige und Heiratsangabe in Der Deutsche. Sondershäuser Zeitung vom 12. September 1868, S. 874, bzw. vom 9. Juli 1870, S. 660.
10. ↑  Geburtsangabe in Fürstlich Schwarzb. Regierungs- und Intelligenz-Blatt vom 21. August 1847, S. 338.
11. ↑  Todes- und Dankesanzeige in Der Deutsche. Thüringer Tageblatt 1926 Nr. 136 und 139; Erinnerungsworte in Nr. 146.
12. ↑  Geburtsangabe in Fürstlich Schwarzb. Regierungs- und Intelligenz-Blatt vom 21. Januar 1854, S. 39.
13. ↑  Todes- und Dankesanzeige in Der Deutsche. Thüringer Tageblatt 1934 Nr. 295 und 299; Nachruf in Nr. 301.
14. ↑  Verzeichnis der Abiturienten S. 16.
15. ↑  Eingeschrieben am 22. Mai 1830 (Die Matrikel der Universität Leipzig. Teilband I. Weimar 2006. ISBN 3-89739-522-3, S. 393).
16. ↑  Namen-Verzeichniß der Studirenden No. 13, 1832, Nr. 234.
17. ↑  Arnstädtisches Regierungs- und Intelligenz-Blatt vom 23. November 1833, S. 198.
18. ↑  entsprechend dem Gesetz über die Rechtsmittel in Strafsachen usw. vom 12. Februar 1837, § 70ff.
19. ↑  Privilegirtes Arnstädtisches Regierungs- und Intelligenz-Blatt vom 19. Mai 1838, S. 95; vgl. das Regierungsblatt vom 1. April 1837, S. 55.
20. ↑  Privilegirtes Arnstädtisches Regierungs- und Intelligenz-Blatt vom 2. Mai 1840, S. 71.
21. ↑  Vgl. Hatham, Arnstadt. Ein Hand- und Addressbuch [1842], S. 303. Gleichzeitig waren in Arnstadt tätig: der Cousin und spätere Schwager Regierungs-Sekretär Bernhard Maempel (S. 301) sowie zwei Brüder des Vaters, Landesjustiz-Assessor Wilhelm Friedr. Jul. Hülsemann (1802–1883) (S. 302) und Landgerichts-Assessor Carl Hülsemann (1804–1892) (S. 303).
22. ↑  Fürstlich Schwarzb. Regierungs- und Intelligenz-Blatt vom 11. Juli 1846, S. 233–235.
23. ↑  Fürstlich Schwarzb. Regierungs- und Intelligenz-Blatt vom 14. Oktober 1848, S. 431.
24. ↑  Fürstlich Schwarzb. Regierungs- und Intelligenz-Blatt vom 30. März und 22. Juni 1850, S. 143 und 260.
25. ↑  Fürstlich Schwarzb. Regierungs- und Intelligenz-Blatt vom 8. Dezember 1855, S. 558.
26. ↑  Fürstlich Schwarzb. Regierungs- und Intelligenz-Blatt vom 23. September 1854, S. 461.
27. ↑  Der Deutsche. Sondershäuser Zeitung 1862 Nr. 19.
28. ↑  Fürstlich Schwarzb. Regierungs- und Intelligenz-Blatt vom 23. Juni 1855, S. 289.
29. ↑  Fürstlich Schwarzb. Regierungs- und Intelligenz-Blatt vom 8. August 1857, S. 391.
30. ↑  Fürstlich Schwarzb. Regierungs- und Intelligenz-Blatt vom 11. September 1858, S. 391.
31. ↑  Eine Abbildung in dem Artikel soll Wilhelm Hülsemann zeigen. Tatsächlich ist das ein Photo seines Bruders Julius.

| Personendaten    | Personendaten                                            |
| ---------------- | -------------------------------------------------------- |
| NAME             | Hülsemann, Wilhelm                                       |
| ALTERNATIVNAMEN  | Hülsemann, Wilhelm Friedrich August (vollständiger Name) |
| KURZBESCHREIBUNG | deutscher Jurist und Politiker                           |
| GEBURTSDATUM     | 27. Februar 1812                                         |
| GEBURTSORT       | Arnstadt                                                 |
| STERBEDATUM      | 18. August 1862                                          |
| STERBEORT        | Sondershausen                                            |